# Mathias Grote
Mathias Grote (* 1978 in Hamburg) ist ein deutscher Wissenschaftshistoriker.

## Leben
Von 1999 bis 2004 studierte er Biologie und Philosophie (M.A.) an der Humboldt-Universität zu Berlin und der Université de Nantes. Nach der Promotion 2008 am Institut für Biologie der Humboldt-Universität zu Berlin und der Habilitation ebenfalls in Berlin im Jahr 2019 bekleidet er seit dem Wintersemester 2023/24 eine W2-Heisenbergprofessur für „Geschichte des Wissens“ an der Universität Greifswald.
Seine Arbeitsschwerpunkte sind Epistemologie und Geschichte der modernen Lebenswissenschaften (insbes. Mikrobiologie, molekulare Biologien und Biotechnologien) und der Chemie, Geschichte des wissenschaftlicher Medien und Buchgeschichte und Zeitlichkeit von Wissen und Historiographie der Wissenschaften.

## Schriften (Auswahl)
- Membranes to molecular machines. Active matter and the remaking of life. Chicago 2019, ISBN 978-0-226-62515-7.
- mit Dieter Oesterhelt: Leben mit Licht und Farbe. Ein biochemisches Gespräch. Berlin 2022, ISBN 3-86225-128-4.